# Pegaeophyton minutum
Pegaeophyton minutum là một loài thực vật có hoa trong họ Cải. Loài này được H. Hara mô tả khoa học đầu tiên năm 1972.